# Craven Week
La Craven Week est une compétition de rugby à XV, réservée aux jeunes de moins de 18 ans, qui se déroule chaque année depuis 1964 en Afrique du Sud.

## Historique
C’est Piet Malan, ancien troisième ligne aile des Springboks, qui en fut à l’origine, lorsqu’il suggéra de faire participer les jeunes au 75e anniversaire fédération sud-africaine, le « South African Rugby Board » (SARB), à Danie Craven, qui en était alors le président.
Craven porta l’idée devant le SARB qui l'autorisa sans y prendre part dans un premier temps. 15 sélections provinciales, représentant les académies scolaires, furent ainsi mises sur pieds et réunies pendant une semaine à East London, pour la première édition en juillet 1964 : Boland, Border, Eastern Province, Eastern Transvaal, Griqualand West, Natal, North Eastern Cape, Northern Transvaal, Orange Free State, Rhodesia, South West Africa, South Western Districts, Transvaal, Western Province et Western Transvaal. Elle devint rapidement un rendez-vous incontournable et populaire du rugby sud-africain.
Ce rassemblement joua un rôle symbolique dans la lutte contre l'apartheid. En 1980, Danie Craven, qui était opposé à la politique d'Apartheid de son pays, parvient à imposer à ce que la Craven Week soit ouverte à toutes les races, ce qui fit grand bruit à l’époque. 
En 1986, Craven organisa la première séance d'entrainement à Soweto. En 1987, le SARB créa un challenge baptisé « Project Tournament », où les équipes devaient être au moins à parts égales noires et blanches. Une équipe composée des meilleurs joueurs de ce tournoi était ensuite inscrite à la Craven Week. Le Springbok Justin Swart passa par cette filière. Ce challenge existe toujours sous le nom de Academy Week. En 1996, des quotas furent introduits afin de favoriser le développement du rugby au sein les communautés noires et métisses. Ainsi, pour 13 joueurs blancs, chaque sélection doit contenir au moins 9 « non-blancs ». La Western Province, la plus libérale de toutes, s’imposa un rapport de 12 pour 10.

## L'esprit de la Craven Week
À ses débuts, la Craven Week eut des adversaires, qui considéraient qu’il s’agissait d’une compétition, et que cela allait donc à l’encontre de l’esprit du jeu qui devait prévaloir, surtout chez les jeunes. Craven lui-même considérait que cela devait être une fête, pas une compétition. D’ailleurs, officiellement, il n’y a pas de vainqueur, même si l’équipe qui remporte le dernier match lors du dernier jour est considéré comme le champion. Les provinces prennent grand soin de bien choisir leurs joueurs dans les lycées, car il y va de leur réputation. 
S'il n'y a pas de vainqueur officiel, la Craven Week est devenue, le professionnalisme aidant, un stage de détection géant. Une majorité écrasante des grands joueurs sud-africains sont passés par la Craven Week et toutes les provinces envoient leurs recruteurs observer des talents de demain

## Format et résultats
En 1987, il y avait 28 équipes, et 32 en 2000. En 2001, leur nombre fut réduit à 20, les 14 provinces plus la Namibie, le Zimbabwe ainsi que quatre équipes régionales (Eastern Coast, Western Coast, Central, Northern). A l’heure actuelle, il n’y a plus que 18 équipes, les 4 équipes provinciales ayant été remplacées par les sélections du Limpopo et des Border Country Districts (qui recouvre l’est de la province orientale du Cap).
Chaque équipe joue entre trois et cinq matchs. À la fin de la compétition, une équipe type composée des meilleurs joueurs est choisie. 
En 2006, la 43e édition, organisée sur les terrains de l’université de Johannesbourg, a vu les Blue Bulls du Northern Transvaal remporter le dernier match contre les Golden Lions du Gauteng, « champions officieux » l'année précédente.